# Michel Aunaud

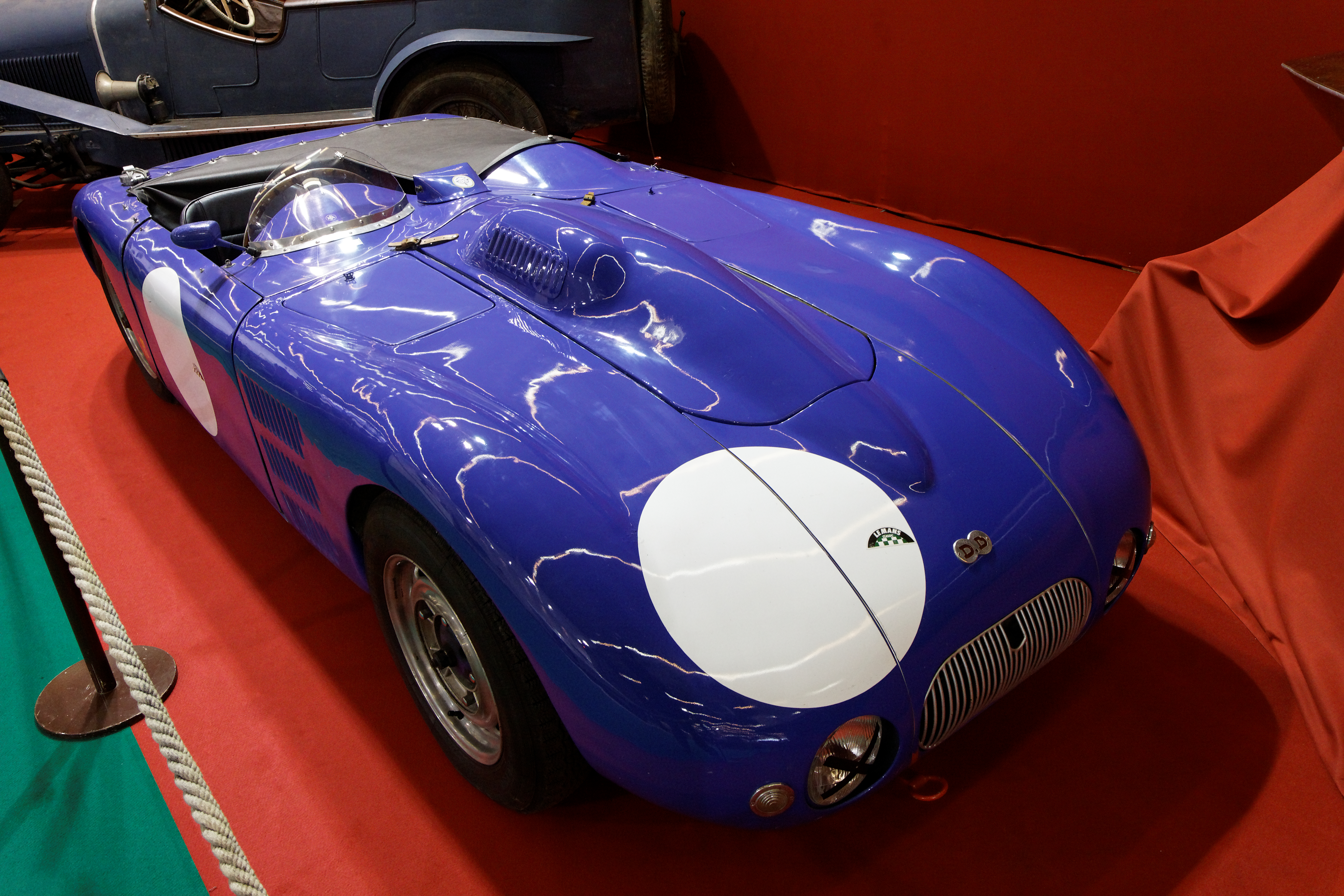
Der DB mit dem Michel Aunaud beim 24-Stunden-Rennen von Le Mans 1950 am Start war

Louis Michel Aunaud (* 9. September 1911 in Saint-Jean-d’Angély; † 1. November 1982 in Bandol) war ein französischer Autorennfahrer.

## Karriere als Rennfahrer
Michel Aunaud war in den 1950er-Jahren dreimal beim 24-Stunden-Rennen von Le Mans am Start. 1950 war er der Partner von Johnny Simone in einem Deutsch & Bonnet. Es gab einen Ausfall wegen Motorschadens. 1951 war er erneut für Deutsch & Bonnet am Start und erreichte gemeinsam mit Louis Pons den 28. Gesamtrang. 1953 ging er gemeinsam mit Alexandre Constantin ins Rennen. Ihr Fahrzeug wurde mangels zurückgelegter Distanz am Ende nicht gewertet.

## Statistik

### Le-Mans-Ergebnisse
| Jahr | Team                          | Fahrzeug   | Teamkollege          | Platzierung     | Ausfallgrund |
| ---- | ----------------------------- | ---------- | -------------------- | --------------- | ------------ |
| 1950 | Automobiles Deutsch et Bonnet | DB         | Johnny Simone        | Ausfall         | Motorschaden |
| 1951 | Automobiles Deutsch et Bonnet | DB Tank    | Louis Pons           | Rang 28         |              |
| 1953 | Alexandre Constantin          | Constantin | Alexandre Constantin | nicht klassiert |              |

### Einzelergebnisse in der Sportwagen-Weltmeisterschaft
| Saison | Team                 | Rennwagen  | 1   | 2   | 3   | 4   | 5   | 6   | 7   |
| ------ | -------------------- | ---------- | --- | --- | --- | --- | --- | --- | --- |
| 1953   | Alexandre Constantin | Constantin | SEB | MIM | LEM | SPA | NÜR | RTT | CAP |
| 1953   | Alexandre Constantin | Constantin | DNF |     |     |     |     |     |     |